# Чернобай Сергій Анатолійович
Сергі́й Анато́лійович Черноба́й (нар. 17 грудня 1992, Кам'янець-Подільський, Україна) — український футболіст, воротар. Майстер спорту України (2019).

## Життєпис
Народився в Кам'янці-Подільському, вихованець місцевої ДЮСШ. Упродовж 2005—2009 років виступав у ДЮФЛ за ДЮСШ «1» та «2» (Кам'янець-Подільський), звідки потрапив до аматорської команди «Верест-ІНАПІК» (Дунаївці).

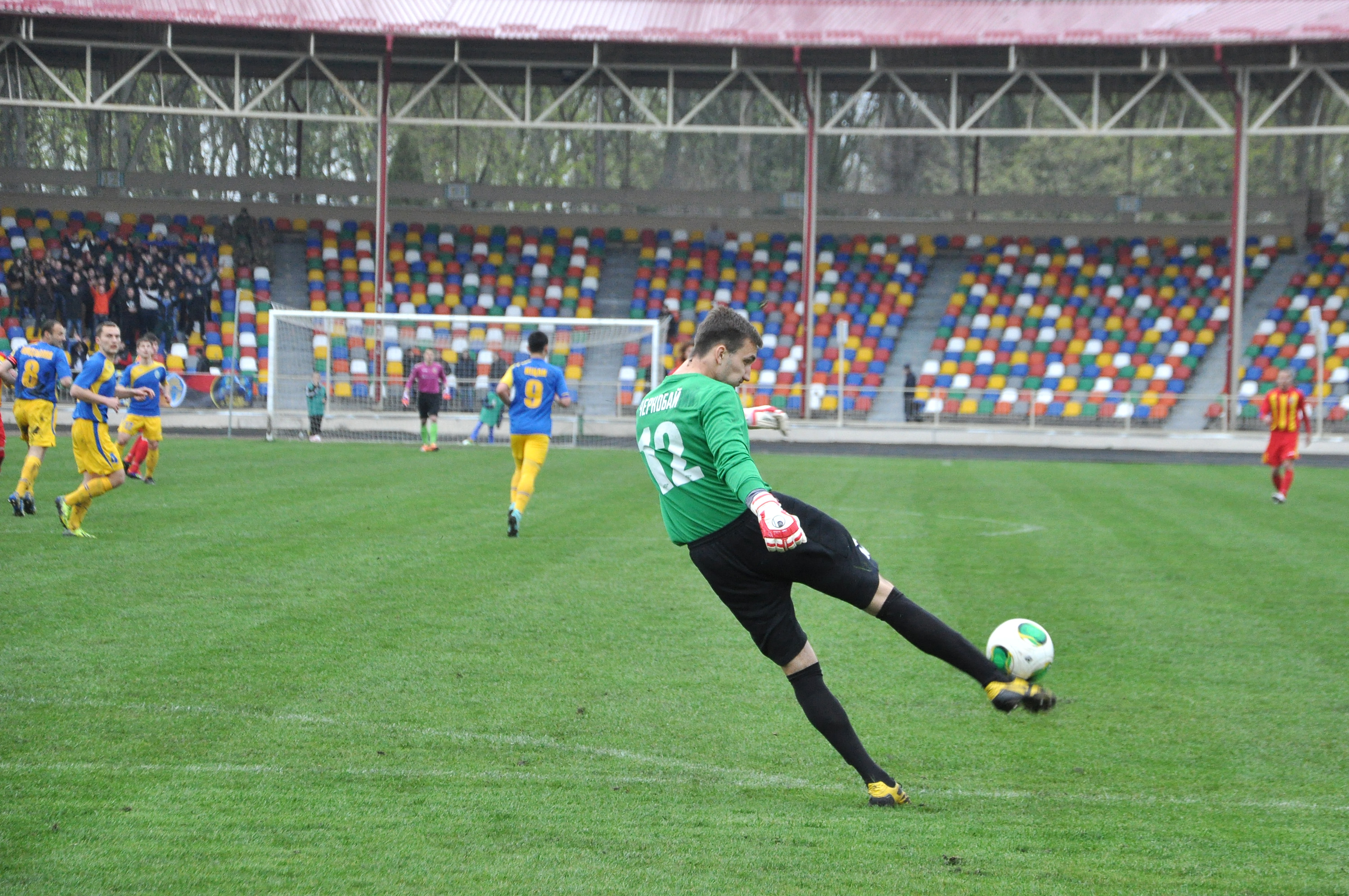
Сергій у матчі між ФК «Тернопіль» та ФК «Зірка» (Кіровоград) (17.04.2015)

### Клубна кар'єра
Розпочав професіональну футбольну кар'єру у 2010 році в «Гірнику-спорт» із міста Комсомольська, де в результаті провів два сезони. Упродовж 2012—2014 років виступав за аматорський колектив «Збруч» (Волочиськ) та футзальний клуб «Спортлідер+» (Хмельницький).
У 2014 році приєднався до складу першолігового «Тернополя», де в результаті став основним голкіпером і за два сезона відстояв у воротах 38 матчів у чемпіонаті та 4 матчі в кубку України.
Як вільний агент перебував на перегляді в чернівецькій «Буковині», з якою проводив міжсезонні збори і зрештою підписав контракт. Провівши один сезон в складі «буковинців», у квітні 2017 року приєднався до складу «Агробізнеса» з міста Волочиськ, з яким в результаті став чемпіоном України серед аматорських команд.
Дебютував за «Агробізнес» на професіональному рівні 22 липня того ж року в матчі чемпіонату другої ліги України проти ФК «Львова». А по завершенню сезону разом із командою став чемпіоном Другої ліги. У червні 2020 року Сергій залишив «Агробізнес». Всього за команду з Волочиська він провів 24 матчі у всіх турнірах. 

### Кар'єра в збірній
Виступав за студентську збірну України, у складі якої грав на XXVIII та XXIX всесвітній літній Універсіаді.

## Досягнення
Професіональний рівень
- Переможець Другої ліги України (1): 2017/18

Аматорський рівень
- Чемпіон України (1): 2016/17
- Віце-чемпіон України (1): 2019/20

## Освіта
Навчався в Тернопільському національному педагогічному університеті ім. Володимира Гнатюка, за який влітку 2019 року виступав на чемпіонаті Європи серед студентів в Мадриді (Іспанія).